# Danh sách cầu thủ tham dự giải vô địch bóng đá U-20 Bắc, Trung Mỹ và Caribe 2009
Đây là danh sách các đội hình tham dự Giải vô địch bóng đá U-20 Bắc, Trung Mỹ và Caribe 2009 tổ chức ở Trinidad và Tobago from March 6–15, 2009.

## Canada
Huấn luyện viên: Tony Fonseca 

| Số | VT | Cầu thủ                     | Ngày sinh (tuổi)            | Trận | Bàn | Câu lạc bộ             |
| -- | -- | --------------------------- | --------------------------- | ---- | --- | ---------------------- |
| 1  | TM | Adam Street                 | 7 tháng 7, 1991 (17 tuổi)   | 0    | 0   | West Ham United        |
| 2  | HV | Eddy Sidra                  | 20 tháng 2, 1989 (20 tuổi)  | 0    | 0   | Energie Cottbus        |
| 3  | HV | Alex Surprenant             | 4 tháng 9, 1989 (19 tuổi)   | 9    | 0   | Montreal Impact        |
| 4  | HV | Nana Attakora-Gyan          | 27 tháng 3, 1989 (20 tuổi)  | 20   | 0   | Toronto FC             |
| 5  | HV | Adam Straith                | 11 tháng 9, 1990 (18 tuổi)  | 7    | 1   | Energie Cottbus        |
| 6  | TV | Philippe Davies             | 12 tháng 12, 1990 (18 tuổi) | 10   | 0   | Vancouver Whitecaps FC |
| 7  | TV | Shaun Saiko                 | 13 tháng 11, 1989 (19 tuổi) | 6    | 1   | Middlesbrough          |
| 8  | TV | Michael Pereira             | 3 tháng 9, 1989 (19 tuổi)   | 0    | 0   | Providence College     |
| 9  | TĐ | Marcus Haber                | 11 tháng 1, 1989 (20 tuổi)  | 21   | 1   | Vancouver Whitecaps FC |
| 10 | TV | Kennedy Owusu-Ansah         | 20 tháng 7, 1989 (19 tuổi)  | 0    | 0   | Hertha Berlin          |
| 11 | TĐ | Igor Pisanjuk               | 24 tháng 10, 1989 (19 tuổi) | 5    | 2   | Ferencvárosi           |
| 12 | TV | Brandon Bonifacio           | 29 tháng 7, 1989 (19 tuổi)  | 5    | 0   | SC Cambuur             |
| 13 | TV | Fabrice Lassonde            | 18 tháng 2, 1989 (20 tuổi)  | 0    | 0   | Ingolstadt 04          |
| 14 | TV | Derek Gaudet                | 14 tháng 5, 1989 (19 tuổi)  | 7    | 0   | Unattached             |
| 15 | HV | Paris Nakajima-Farran       | 11 tháng 8, 1989 (19 tuổi)  | 11   | 0   | Næstved                |
| 16 | TĐ | Kyle Porter                 | 19 tháng 1, 1990 (19 tuổi)  | 7    | 0   | Energie Cottbus        |
| 17 | TĐ | Randy Edwini-Bonsu          | 20 tháng 4, 1990 (18 tuổi)  | 5    | 3   | Vancouver Whitecaps FC |
| 18 | TM | Julien Latendresse-Levesque | 27 tháng 2, 1991 (18 tuổi)  | 0    | 0   | Vancouver Whitecaps FC |
| 19 | TĐ | Teal Bunbury                | 27 tháng 2, 1990 (19 tuổi)  | 2    | 1   | University of Akron    |
| 20 | TV | Ethan Gage                  | 8 tháng 5, 1991 (17 tuổi)   | 11   | 0   | Vancouver Whitecaps FC |

## Costa Rica
| Số | VT | Cầu thủ                  | Ngày sinh (tuổi)            | Trận | Bàn | Câu lạc bộ                |
| -- | -- | ------------------------ | --------------------------- | ---- | --- | ------------------------- |
| 1  | TM | Esteban Alvarado         | 28 tháng 4, 1989 (19 tuổi)  |      |     | Universidad de Costa Rica |
| 2  | HV | José Mena                | 2 tháng 2, 1989 (20 tuổi)   |      |     | Deportivo Saprissa        |
| 3  | HV | Kenner Gutierrez         | 9 tháng 6, 1989 (19 tuổi)   |      |     | LD Alajuelense            |
| 4  | HV | Juan Monge               | 25 tháng 4, 1990 (18 tuổi)  |      |     | Deportivo Saprissa        |
| 5  | HV | Derrick Johnson          | 28 tháng 7, 1989 (19 tuổi)  |      |     | Brujas FC                 |
| 6  | HV | Ricardo Blanco           | 12 tháng 5, 1989 (19 tuổi)  |      |     | Deportivo Saprissa        |
| 7  | TĐ | Marco Ureña              | 5 tháng 3, 1990 (19 tuổi)   |      |     | LD Alajuelense            |
| 8  | TV | David Guzmán             | 18 tháng 2, 1990 (19 tuổi)  |      |     | Deportivo Saprissa        |
| 9  | TĐ | Jorge Castro             | 11 tháng 9, 1990 (18 tuổi)  |      |     | Deportivo Saprissa        |
| 10 | TV | Carlos Hernandez         | 29 tháng 8, 1989 (19 tuổi)  |      |     | C.S. Herediano            |
| 11 | TV | Diego Madrigal           | 19 tháng 3, 1989 (19 tuổi)  |      |     | Universidad de Costa Rica |
| 12 | HV | Cristian Gamboa          | 24 tháng 10, 1989 (19 tuổi) |      |     | Liberia Mia               |
| 13 | TV | Allen Guevara            | 16 tháng 4, 1989 (19 tuổi)  |      |     | Liberia Mia               |
| 14 | HV | Bryan Oviedo             | 18 tháng 2, 1990 (19 tuổi)  |      |     | Deportivo Saprissa        |
| 15 | TĐ | Javier Escoe             | 6 tháng 4, 1991 (17 tuổi)   |      |     | Deportivo Saprissa        |
| 16 | TV | Diego Estrada            | 25 tháng 5, 1989 (19 tuổi)  |      |     | LD Alajuelense            |
| 17 | TĐ | Josué Martínez           | 25 tháng 3, 1990 (18 tuổi)  |      |     | Deportivo Saprissa        |
| 18 | TM | Minor Álvarez            | 14 tháng 11, 1989 (19 tuổi) |      |     | Deportivo Saprissa        |
| 19 | HV | José Daniel Varela Muñóz | 30 tháng 4, 1990 (18 tuổi)  |      |     | Brujas FC                 |
| 20 | TV | Esteban Luna             | 5 tháng 1, 1990 (19 tuổi)   |      |     | Deportivo Saprissa        |

## El Salvador
Huấn luyện viên: Norberto Huezo 

| Số | VT | Cầu thủ           | Ngày sinh (tuổi)            | Trận | Bàn | Câu lạc bộ             |
| -- | -- | ----------------- | --------------------------- | ---- | --- | ---------------------- |
|    | TM | Diego Cuellar     | 10 tháng 8, 1990 (18 tuổi)  |      |     | Unattached             |
|    | TM | Óscar Arroyo      | 28 tháng 1, 1990 (19 tuổi)  |      |     | FAS                    |
|    | HV | Andrés Menéndez   | 9 tháng 2, 1990 (19 tuổi)   |      |     | Nejapa                 |
|    | HV | César López       |                             |      |     | Unattached             |
|    | HV | Xavier García     | 26 tháng 6, 1990 (18 tuổi)  |      |     | Luis Ángel Firpo       |
|    | HV | Juan Carlos Alas  | 30 tháng 6, 1989 (19 tuổi)  |      |     | Alianza                |
|    | HV | Nelson Rivera     | 24 tháng 6, 1991 (17 tuổi)  |      |     | Juventud Independiente |
|    | HV | Gilberto Baires   | 11 tháng 4, 1990 (18 tuổi)  |      |     | Atlético Marte         |
|    | HV | Irza Romel Santos |                             |      |     | Municipal Limeño       |
|    | HV | Alexander Mendoza | 4 tháng 6, 1990 (18 tuổi)   |      |     | Vendaval Apopa         |
|    | TV | Irving Flores     | 9 tháng 9, 1989 (19 tuổi)   |      |     | Águila San Isidro      |
|    | TV | Jorge Morán       | 10 tháng 10, 1989 (19 tuổi) |      |     | Isidro Metapán         |
|    | TV | Fabricio Alfaro   | 3 tháng 11, 1990 (18 tuổi)  |      |     | Unattached             |
|    | TV | William Maldonado | 3 tháng 1, 1990 (19 tuổi)   |      |     | FAS                    |
|    | TV | Diego Chavarría   |                             |      |     | Santa Tecla            |
|    | TV | Jaime Alas        | 30 tháng 7, 1989 (19 tuổi)  |      |     | River Plate            |
|    | TV | Herbert Sosa      | 11 tháng 1, 1990 (19 tuổi)  |      |     | Alianza                |
|    | TĐ | Léster Blanco     | 17 tháng 1, 1989 (20 tuổi)  |      |     | Chalatenango           |
|    | TĐ | Ricardo Orellana  | 26 tháng 8, 1990 (18 tuổi)  |      |     | Luis Ángel Firpo       |
|    | TĐ | Andrés Flores     | 31 tháng 8, 1990 (18 tuổi)  |      |     | Unattached             |

## Honduras
Huấn luyện viên: Emilio Umanzor 

| Số | VT | Cầu thủ              | Ngày sinh (tuổi)            | Trận | Bàn | Câu lạc bộ     |
| -- | -- | -------------------- | --------------------------- | ---- | --- | -------------- |
| 1  | TM | Francisco Reyes      | 7 tháng 2, 1990 (19 tuổi)   |      |     | Olimpia        |
| 2  | HV | Porfirio Boquín      | 22 tháng 12, 1989 (19 tuổi) |      |     | Hispano        |
| 3  | TV | Angel Castro         | 8 tháng 9, 1990 (18 tuổi)   |      |     | Olimpia        |
| 4  | TV | Wilmer Crisanto      | 24 tháng 6, 1989 (19 tuổi)  |      |     | Victoria       |
| 5  | HV | José Fonseca         | 27 tháng 5, 1990 (18 tuổi)  |      |     | Olimpia        |
| 6  | HV | Esdras Padilla       | 4 tháng 9, 1989 (19 tuổi)   |      |     | Motagua        |
| 7  | TV | Mario Martínez       | 30 tháng 7, 1989 (19 tuổi)  |      |     | Real España    |
| 8  | TV | Reiniery Mayorquín   | 13 tháng 7, 1989 (19 tuổi)  |      |     | Marathón       |
| 9  | TĐ | Julio Canales        | 1 tháng 7, 1989 (19 tuổi)   |      |     | Real Juventud  |
| 10 | TV | Erick Andino         | 21 tháng 7, 1989 (19 tuổi)  |      |     | Olimpia        |
| 11 | TĐ | Roger Rojas          | 9 tháng 6, 1990 (18 tuổi)   |      |     | Olimpia        |
| 12 | TM | José Mendoza         | 21 tháng 7, 1989 (19 tuổi)  |      |     | Platense       |
| 13 | TV | Ronald Martínez      | 26 tháng 7, 1990 (18 tuổi)  |      |     | Motagua        |
| 14 | TV | Christian Altamirano | 26 tháng 11, 1989 (19 tuổi) |      |     | Deportes Savio |
| 15 | TĐ | Anthony Lozano       | 25 tháng 4, 1993 (15 tuổi)  |      |     | Olimpia        |
| 16 | HV | Johnny Leverón       | 7 tháng 2, 1990 (19 tuổi)   |      |     | Motagua        |
| 17 | TV | Erick Zepeda         | 20 tháng 6, 1990 (18 tuổi)  |      |     | Platense       |
| 18 | TV | Julio Ocampo         | 12 tháng 2, 1990 (19 tuổi)  |      |     | Real Juventud  |
| 19 | TĐ | José Valladares      | 16 tháng 7, 1989 (19 tuổi)  |      |     | Motagua        |
| 20 | TV | Alfredo Mejía        | 3 tháng 4, 1990 (18 tuổi)   |      |     | Real España    |

## Jamaica
Huấn luyện viên: Donovan Duckie 

| Số | VT | Cầu thủ            | Ngày sinh (tuổi)            | Trận | Bàn | Câu lạc bộ               |
| -- | -- | ------------------ | --------------------------- | ---- | --- | ------------------------ |
| 1  | TM | Gariece McPherson  | 14 tháng 5, 1989 (19 tuổi)  |      |     | Portmore United          |
| 3  | HV | Keithy Simpson     | 19 tháng 4, 1990 (18 tuổi)  |      |     | Sporting Central Academy |
| 4  | HV | Andre Darby        | 5 tháng 5, 1989 (19 tuổi)   |      |     | Portmore United          |
| 5  | TV | Andre Steele       | 21 tháng 3, 1990 (18 tuổi)  |      |     | Harbour View             |
| 6  | HV | Levaughn Williams  | 3 tháng 10, 1989 (19 tuổi)  |      |     | Sporting Central Academy |
| 7  | TV | Evan Taylor        | 25 tháng 1, 1989 (20 tuổi)  |      |     | Reno                     |
| 8  | TV | Kaydian Wynter     | 14 tháng 1, 1989 (20 tuổi)  |      |     | Sporting Central Academy |
| 9  | TĐ | Alanzo Adlam       | 12 tháng 3, 1989 (19 tuổi)  |      |     | Sporting Central Academy |
| 10 | TV | Romário Campbell   | 22 tháng 6, 1990 (18 tuổi)  |      |     | Harbour View             |
| 11 | TV | Davion Thorpe      | 6 tháng 9, 1989 (19 tuổi)   |      |     | Reno                     |
| 12 | HV | Damaine Thompson   | 18 tháng 2, 1990 (19 tuổi)  |      |     | Bamboo United            |
| 13 | TM | Andre Blake        | 21 tháng 11, 1990 (18 tuổi) |      |     | Sporting Central Academy |
| 14 | TĐ | Andre Clennon      | 15 tháng 8, 1989 (19 tuổi)  |      |     | Waterhouse               |
| 15 | HV | Andrae Campbell    | 14 tháng 3, 1989 (19 tuổi)  |      |     | Portmore United          |
| 16 | HV | Christopher Banner | 3 tháng 3, 1990 (19 tuổi)   |      |     | Sporting Central Academy |
| 17 | TV | Shamar Shelton     | 20 tháng 9, 1989 (19 tuổi)  |      |     | Harbour View             |
| 18 | TV | John-Ross Doyley   | 3 tháng 1, 1990 (19 tuổi)   |      |     | Portmore United          |
| 19 | TĐ | Dever Orgill       | 8 tháng 3, 1990 (18 tuổi)   |      |     | Vancouver Whitecaps FC   |
| 20 | HV | Brenton Griffiths  | 9 tháng 2, 1991 (18 tuổi)   |      |     | Portmore United          |
| 21 | TĐ | Ricky Sappleton    | 8 tháng 12, 1989 (19 tuổi)  |      |     | Leicester City           |

## México
Huấn luyện viên: Juan Carlos Chávez 

| Số | VT | Cầu thủ                  | Ngày sinh (tuổi)            | Trận | Bàn | Câu lạc bộ           |
| -- | -- | ------------------------ | --------------------------- | ---- | --- | -------------------- |
| 1  | TM | Miguel Angel Centeno     | 16 tháng 8, 1989 (19 tuổi)  |      |     | Deportivo Toluca     |
| 2  | HV | Néstor Vidrio            | 22 tháng 3, 1989 (19 tuổi)  |      |     | Atlas                |
| 3  | HV | Oswaldo Alanis           | 18 tháng 3, 1989 (19 tuổi)  |      |     | Tecos UAG            |
| 4  | HV | Christian Sánchez        | 4 tháng 4, 1989 (19 tuổi)   |      |     | Atlas                |
| 5  | HV | Juan Antonio Ocampo      | 11 tháng 6, 1990 (18 tuổi)  |      |     | Guadalajara          |
| 6  | HV | Daniel Montes            | 10 tháng 5, 1989 (19 tuổi)  |      |     | Guadalajara          |
| 7  | TV | Arnhold Rivas            | 13 tháng 6, 1989 (19 tuổi)  |      |     | Tecos UAG            |
| 8  | TĐ | Marco Fabián             | 21 tháng 7, 1989 (19 tuổi)  |      |     | Guadalajara          |
| 9  | TĐ | Javier Cortés            | 20 tháng 7, 1989 (19 tuổi)  |      |     | Universidad Nacional |
| 10 | TĐ | Antonio Salazar          | 7 tháng 2, 1989 (20 tuổi)   |      |     | Guadalajara          |
| 11 | TĐ | Julio Nava               | 29 tháng 12, 1989 (19 tuổi) |      |     | Guadalajara          |
| 12 | TM | Liborio Sánchez          | 9 tháng 10, 1989 (19 tuổi)  |      |     | Guadalajara          |
| 13 | TV | David Cabrera            | 7 tháng 9, 1989 (19 tuổi)   |      |     | Universidad Nacional |
| 14 | TĐ | Néstor Calderón          | 14 tháng 2, 1989 (20 tuổi)  |      |     | Deportivo Toluca     |
| 15 | TĐ | Axel Velázquez           | 23 tháng 5, 1990 (18 tuổi)  |      |     | Atlas                |
| 16 | HV | Luis Fernando Silva      | 23 tháng 3, 1989 (19 tuổi)  |      |     | Monarcas Morelia     |
| 17 | TV | Jesús Dueñas             | 16 tháng 3, 1989 (19 tuổi)  |      |     | Tigres de la UANL    |
| 18 | HV | César Martínez           | 6 tháng 2, 1989 (20 tuổi)   |      |     | Monterrey            |
| 19 | HV | Carlos Alberto Gutiérrez | 3 tháng 2, 1990 (19 tuổi)   |      |     | Atlas                |
| 20 | TV | Luis Pérez Martínez      | 15 tháng 3, 1989 (19 tuổi)  |      |     | Necaxa               |

## Trinidad & Tobago
Huấn luyện viên:  Zoran Vraneš
| Số | VT | Cầu thủ           | Ngày sinh (tuổi)            | Trận | Bàn | Câu lạc bộ            |
| -- | -- | ----------------- | --------------------------- | ---- | --- | --------------------- |
| 1  | TM | Glenroy Samuel    | 15 tháng 4, 1990 (18 tuổi)  |      |     | United Petrotrin      |
| 2  | HV | Aubrey David      | 11 tháng 10, 1990 (18 tuổi) |      |     | Unattached            |
| 3  | HV | Curtis Gonzales   | 26 tháng 1, 1989 (20 tuổi)  |      |     | Defence Force         |
| 4  | HV | Sheldon Bateau    | 29 tháng 1, 1991 (18 tuổi)  |      |     | San Juan Jabloteh     |
| 5  | HV | Akeem Adams       | 13 tháng 4, 1991 (17 tuổi)  |      |     | W Connection FC       |
| 6  | TV | Leston Paul       | 10 tháng 3, 1990 (18 tuổi)  |      |     | Cic College           |
| 7  | TĐ | Kevin Molino      | 17 tháng 6, 1990 (18 tuổi)  |      |     | San Juan Jabloteh     |
| 8  | TV | Sean de Silva     | 17 tháng 1, 1990 (19 tuổi)  |      |     | College of Charleston |
| 9  | TV | Juma Clarence     | 17 tháng 3, 1989 (19 tuổi)  |      |     | United Petrotrin      |
| 10 | TV | Daniel Joseph     | 28 tháng 7, 1990 (18 tuổi)  |      |     | San Juan Jabloteh     |
| 11 | TĐ | Trent Lougheed    | 12 tháng 8, 1989 (19 tuổi)  |      |     | United Petrotrin      |
| 12 | HV | Robert Primus     | 10 tháng 11, 1990 (18 tuổi) |      |     | San Juan Jabloteh     |
| 13 | HV | Marvin Manswell   | 25 tháng 3, 1989 (19 tuổi)  |      |     | W Connection FC       |
| 14 | TV | Jean Luc Rochford | 10 tháng 11, 1990 (18 tuổi) |      |     | Joe Public FC         |
| 15 | HV | Uriah Bentick     | 5 tháng 2, 1989 (20 tuổi)   |      |     | Caledonia AIA         |
| 16 | TV | Marcus Joseph     | 29 tháng 4, 1991 (17 tuổi)  |      |     | United Petrotrin      |
| 17 | HV | Nicholas Walker   | 23 tháng 1, 1990 (19 tuổi)  |      |     | St. Anns Rangers      |
| 18 | HV | Daneil Cyrus      | 15 tháng 12, 1990 (18 tuổi) |      |     | Unattached            |
| 19 | TĐ | Qian Grosvenor    | 28 tháng 4, 1989 (19 tuổi)  |      |     | St. Anthony's College |
| 21 | TM | Andre Marchan     | 11 tháng 8, 1990 (18 tuổi)  |      |     | W Connection FC       |

## Hoa Kỳ
Đội hình chính thức của Hoa Kỳ được công bố vào ngày 23 tháng 2 năm 2009.
Huấn luyện viên: Thomas Rongen 

| Số | VT | Cầu thủ            | Ngày sinh (tuổi)            | Trận | Bàn | Câu lạc bộ                                  |
| -- | -- | ------------------ | --------------------------- | ---- | --- | ------------------------------------------- |
| 1  | TM | Sean Johnson       | 31 tháng 5, 1989 (19 tuổi)  |      |     | University of Central Florida               |
| 2  | HV | Kyle Davies        | 11 tháng 4, 1989 (19 tuổi)  |      |     | Southampton                                 |
| 3  | HV | Anthony Wallace    | 26 tháng 1, 1989 (20 tuổi)  |      |     | FC Dallas                                   |
| 4  | HV | Sheanon Williams   | 17 tháng 3, 1990 (18 tuổi)  |      |     | Unattached                                  |
| 5  | HV | Aaron Maund        | 19 tháng 9, 1990 (18 tuổi)  |      |     | University of Notre Dame                    |
| 6  | HV | Amobi Okugo        | 13 tháng 3, 1991 (17 tuổi)  |      |     | San Juan Lightning Crew                     |
| 7  | TV | Danny Cruz         | 3 tháng 1, 1990 (19 tuổi)   |      |     | Houston Dynamo                              |
| 8  | TV | Jared Jeffrey      | 14 tháng 6, 1990 (18 tuổi)  |      |     | Club Brugge                                 |
| 9  | TĐ | Perica Marošević   | 5 tháng 5, 1989 (19 tuổi)   |      |     | FC Dallas                                   |
| 10 | TV | Dilly Duka         | 15 tháng 9, 1989 (19 tuổi)  |      |     | Rutgers University                          |
| 11 | HV | Jorge Flores       | 16 tháng 9, 1989 (19 tuổi)  |      |     | Chivas USA                                  |
| 12 | TV | Bryan Arguez       | 13 tháng 1, 1989 (20 tuổi)  |      |     | Hertha Berlin                               |
| 13 | TĐ | Tony Taylor        | 13 tháng 7, 1989 (19 tuổi)  |      |     | Jacksonville University                     |
| 14 | TĐ | Sam Garza          | 17 tháng 10, 1989 (19 tuổi) |      |     | University of Denver                        |
| 15 | TV | Brian Ownby        | 16 tháng 7, 1990 (18 tuổi)  |      |     | University of Virginia                      |
| 16 | TĐ | Billy Schuler      | 27 tháng 4, 1990 (18 tuổi)  |      |     | University of North Carolina at Chapel Hill |
| 18 | TM | Josh Lambo         | 19 tháng 11, 1990 (18 tuổi) |      |     | FC Dallas                                   |
| 22 | HV | Gale Agbossoumonde | 17 tháng 11, 1991 (17 tuổi) |      |     | Unattached                                  |
| 23 | TV | Brek Shea          | 28 tháng 2, 1990 (19 tuổi)  |      |     | FC Dallas                                   |
| 24 | TM | Brian Perk         | 21 tháng 7, 1989 (19 tuổi)  |      |     | University of California, Los Angeles       |